# Вейерштрасс (лунный кратер)
Кратер Вейерштрасс (лат. Weierstrass) — ударный кратер в восточной части видимой стороны Луны. Название присвоено в честь выдающегося немецкого математика, отца современного анализа Карла Теодора Вильгельма Вейерштрасса (1815—1897) и утверждено Международным астрономическим союзом в 1976 г. Образование кратера относится к раннеимбрийскому периоду.

## Описание кратера

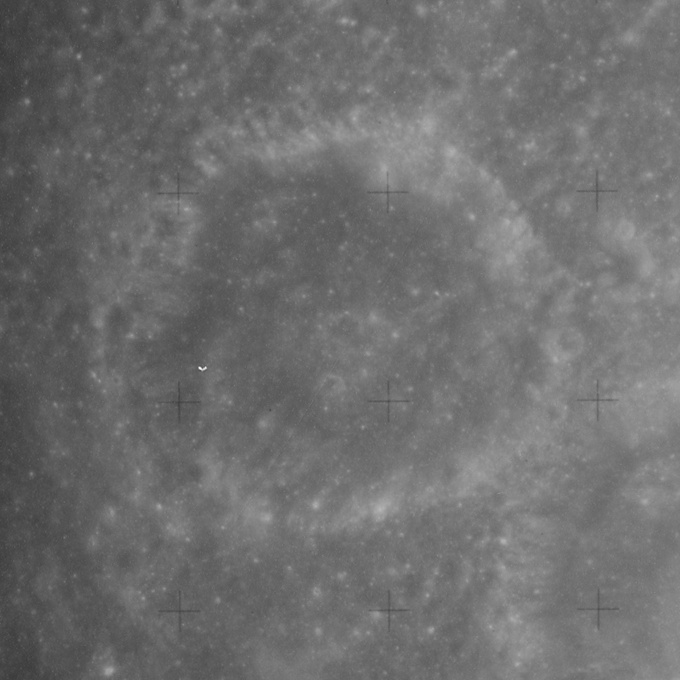
Снимок кратера с борта Аполлона-16.

Ближайшими соседями кратера являются кратер Нобили на северо-западе; кратер Дженкинс на северо-востоке, кратер Ван Влек на юго-востоке, кратер Гилберт и находящийся внутри последнего кратер Гейсслер на юго-западе. Селенографические координаты центра кратера 1°16′ ю. ш. 77°09′ в. д. / 1,26° ю. ш. 77,15° в. д., диаметр 31,3 км, глубина 2,58 км.
Кратер имеет слегка овальную форму с большой осью ориентированной в направлении восток-запад. Внутренний склон вала кратера в северной и южной части имеет неровные полки. Высота вала кратера над окружающей местностью 950 м., объем кратера составляет приблизительно 770 км³. Дно чаши кратера ровное, без приметных структур, отмечено лишь несколькими небольшими импактами.
До получения собственного наименования в 1976 г. кратер имел обозначение Гилберт N (в системе обозначений так называемых сателлитных кратеров, расположенных в окрестностях кратера, имеющего собственное наименование).

## Сателлитные кратеры
Отсутствуют.